# Estadi Regional d'Antofagasta
L'Estadi Regional d'Antofagasta, oficialment Estadio Regional Calvo y Bascuñán, és un estadi multiús situat a Antofagasta, a Xile. Actualment es fa servir principalment per a jugar-hi a futbol i és on hi juga com a local el Deportes Antofagasta. L'estadi fou construït el 1964, i té una capacitat de 21,178 persones, des de la seva remodelació el 2013. Va ser una de les seus de la Copa Amèrica de futbol 2015.